# Master (группа)
Master (с англ. — «хозяин, господин») — американская дэт-метал-группа, образованная в 1983 году в Чикаго после распада группы Warcry. Однако, вскоре, после этого группа приостановила свою деятельность из-за внутренних проблем. Затем Пол Спекманн организовал группу Death Strike, которую в 1985 году он переименовал в Master. Master является одной из самых ранних дэт-метал-групп наряду с такими группами, как Possessed, Necrophagia, Death и Morbid Angel, хотя и менее знаменитой.

## История группы
В 1985 году группа Master заключила контракт с «Combat Records» и записала альбом, который был выпущен только в 2003 году лейблом Displeased Records под названием Unreleased 1985 album. В 1990 году группа подписала контракт с немецким лейблом Nuclear Blast Records, который также заключил контракт с другой группой Спекманна — Abomination.
Дебютный одноимённый альбом группы Master был записан дважды: сначала с Миттельбруном на гитарах и Шмидтом на барабанах. Эта запись не была принята звукозаписывающей компанией Nuclear Blast, поэтому он был перезаписан с Nickeas (барабаны) и Мартинелли (гитара) и был выпущен в качестве Speckmann Project в 1991 году. Первая запись была выпущена под названием Master («Мастер») в 1989 году.
В 1991 году вышел второй альбом: On the Seventh Day God Created ... Master («На седьмой день Бог сотворил… „Мастер“»), в котором представлен гитарист Пол Масвидал, а затем Collection of Souls («Собирание душ») в 1993 году, тоже на «Nuclear Blast». После этого их контракт закончился, и «Master» сделал перерыв, чтобы найти новый лейбл. Пять лет спустя, на «Pavement Records» вышел альбом Faith Is in Season. Затем Спекманн сосредоточился на ряде других проектов, в том числе возрождённой «Abomination» и в конечном итоге присоединился к чешской группе «Krabathor», для чего Спекманн переехал в Чешскую Республику. В 2002 году вышел следующий альбом, под названием Let’s Start a War на студии System Shock, также заключившей контракт с группой «Krabathor». В 2004 году вышел альбом Spirit of the West («Дух Запада»). «Master» затем опять меняет лейбл, на немецком лейбле «Twilight Vertrieb» и в 2005 году выпускает Four More Years of Terror («Ещё четыре года террора»).
Альбом Slaves to Society («Рабы общества») был выпущен в мае 2007 года. Группа отправилась в тур по Европе в мае и июне 2007 года, после этого — ещё один тур с легендой Чикаго — группой «Lividity» — с 8 по 30 сентября 2007 года. Альбом «Рабы общества» был переиздан на «Ibex Moon Records» в Пенсильвании в сентябре 2008 года. Весной 2009 года группа успешно гастролирует по всему европейскому континенту в течение 38 дней, исполнив 30 концертов. Американская версия «Мастер» гастролировала в июле 2009 года, исполнив 21 концерт в Америке.

## Дискография

### Демо
- Fuckin' Death (1985)
- Rehearsal Demo (1985)
- Final Word (1995)
- Everything Is Rotten (2005)

### Студийные альбомы
- Master (1990)
- On the Seventh Day God Created ... Master (1991)
- Speckmann Project (1992)
- Collection of Souls (1993)
- Faith Is in Season (1998)
- Let’s Start a War (2002)
- Unreleased 1985 album (2003)
- Spirit of the West (2004)
- Four More Years of Terror (2005)
- Slaves to Society (2007)
- The Human Machine[англ.] (2010)
- The New Elite[англ.] (2012)
- An Epiphany of Hate (2016)
- Saints Dispelled (2024)

### Концертные альбомы
- Live in Mexico City (2000)
- Live Assault (DVD – 2013)
- Mangled Dehumanization (2012)
- Live (2018)
- God of Thunder (2019)
- Alive in Athens (2020)